# T30 75mm自走榴弾砲
T30 75mm自走榴弾砲（T30 Howitzer Motor Carriage、T30 HMC）とは、第二次世界大戦中に用いられたアメリカ合衆国の自走砲である。

## 概要
この車輌は、機甲科によって1941年に提示された“アサルトガン(Assault Gun)”の要求に基づいていた。構造としては単純にM3ハーフトラックの戦闘室前半部分に砲架を増設し、M1 75mm榴弾砲1門を搭載して前面と側面および上面の一部を覆う装甲板（防盾）を設けたものである。
本車は1942年11月の北アフリカ戦線が初陣となった。少数が自由フランス軍へとリースされ、後の1951年、第一次インドシナ戦争に投入された。

## 開発
もともとT30自走榴弾砲は、機甲科により1941年に、戦車部隊や装甲偵察部隊の装備するアサルトガンとして考案されたものだった。“アサルトガン”とは、自走砲の運用形態の一つとして、機甲部隊に配属されて榴弾砲による直接支援を行うものとして構想されていたもので、当初はM3軽戦車の派生型として計画が進められたが、満足のいく設計にはおよそ一年近くを要することから、武器局はM3ハーフトラックを基とした代替設計案の作成を決定した。
M1A1 75mm榴弾砲を搭載した試作車輌は1941年10月に生産ラインから組立てられた。暫定的な装備とされたこともあり、砲の搭載方法は単純なもので、戦闘室前部の床にシャーシと直結された箱形の台座を増設し、これに75mm榴弾砲の上部砲架をそのまま搭載した。元来戦闘室前部にあった機関銃架と燃料タンクは後部へと移されている。
1942年1月に量産の許可が下り、1ヶ月後にはアメリカ陸軍へ最初の車輌が配備された。この車輌が制式装備として分類されることはなく、部隊配備が行われて運用されている期間もずっと「試作」を意味する“T”記号のままで、“M”記号の制式番号が与えられることはなかったが、理由はこの車輌があくまで暫定的なものと見なされていたためである。
1942年9月、T30は一部がM8 75mm自走榴弾砲に代替され始めた。後、これは標準的な代替であることが宣言された。本車はおよそ500両が生産された。

## 戦歴

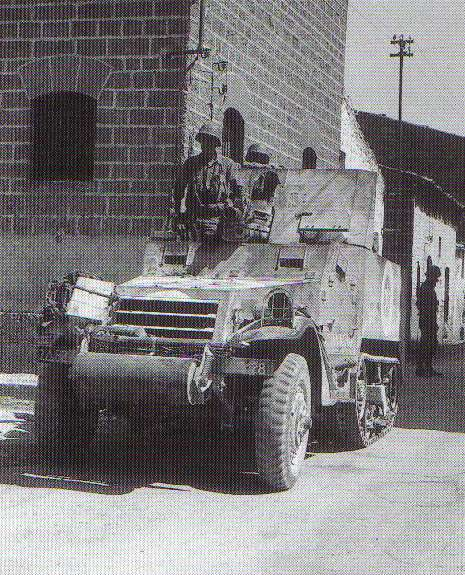
第2機甲師団第82機甲偵察大隊所属のT30
1943年7月25日、シチリア島のリベーラにおいて撮影

1942年11月、T30自走榴弾砲は任務に投入された。遭遇戦の一つでは、T30がドイツ軍戦車の撃破を目的として用いられた。T30は数回の斉射を放ったものの、ドイツ軍戦車の損傷は僅かだった。結果アメリカ陸軍は、大部分の戦車に対し、低初速の榴弾砲は無効であることを学んだ。
第1機甲師団では各連隊が12両のT30自走榴弾砲を装備した。これらのうち、3両が各本部小隊で使われ、また3両が各連隊の偵察小隊で使われた。第6・第41装甲歩兵連隊にはそれぞれ9両のT30が配備され、うち3両は各大隊の本部小隊に置かれた。
北アフリカの歩兵師団では、6両のT30と2両のT19 105mm自走榴弾砲からなる砲兵中隊を配備した。T30はまた、1943年に行われた連合軍によるシチリアへの侵攻作戦、そして1944年のイタリアへの侵攻作戦中、任務に投入された。
1943年3月、本車は歩兵大隊の再編成のため、歩兵師団での使用から外された。最終的にT30は、M5軽戦車をベースとするM8 75mm自走榴弾砲と取り替えられた。M8の配備は1942年11月から開始された。T30自走榴弾砲は、312両のみが従来の状態で配備され、最後の188両は軍へ納入される前にM3ハーフトラックとして作り直された。後にアメリカは少数の車輌を自由フランス軍に貸与し、さらに後には少数が第一次インドシナ戦争の時期にも使用された。

## 性能
T30の車体部の基本設計はおおむねM3ハーフトラックと同様で、基本的な性能も同様である。寸法は全長6.28m、全幅1.96m、全高は2.51m、また全重は9.3tである。
サスペンションは装軌部分に垂直渦巻スプリング、装輪部分にはリーフスプリングで構成され、動力はホワイト 160AX ガソリンエンジンが147馬力を発揮した。このエンジンは3,300cc、6気筒、圧縮比は6.3:1であり、出力重量比は15.8hp/tだった。この車輌の燃料容量は230リットルであり、航続距離は240km、最高速度は64km/hだった。
なお、M3ハーフトラックとの変更点として、操縦室前面にフロントガラスがなく、開閉式の前面装甲板が上開き式から下開き式に変更されていることと、砲が俯角を取った際に干渉しないように装甲板の高さが低く抑えられていることが挙げられる。

### 武装
搭載する75mm M1榴弾砲は俯角9度、仰角50度、水平旋回は両側に22.5度が可能だった。またこれらは対戦車用に設計されてはいないものの、成形炸薬弾では標準的な射程において76.2mmの装甲を貫通できた。
当初は砲は装甲板（防盾）で囲まれていなかったが、同様にM3ハーフトラックに火砲を搭載した戦車駆逐車、M3 75mm対戦車自走砲の実戦における戦訓から防盾が追加された。防盾は間接射撃時に大仰角を取ることを考慮して背の高い形状のものとされ、装甲厚は約9.5mm、250ヤードから飛来する.30口径銃弾を防ぐよう設計されていた。
弾薬は75mm弾薬60発を携行し、予備弾は戦闘室前部に設置された砲架兼用の箱型構造物に収容される。更なる予備弾薬を携行する場合は、1軸2輪のトレーラーを連結して牽引した。
この他、戦闘室後部にはM2 12.7mm機関銃用の単装機銃架とその支柱を装備しており、必要に応じて機関銃とその弾薬（標準積載数300発）を搭載した。